# Duarte de Melo Ponces de Carvalho
Duarte de Melo Ponces de Carvalho (Viseu, 18/19 de Janeiro de 1875 - Cascais, Estoril, 10 de Janeiro de 1927) foi um político português.

## Biografia
Filho de António de Pádua Ponces de Carvalho e Lima e de sua mulher e prima Maria da Luz de Melo e Lima e primo-sobrinho por três linhas de Joaquim Augusto Ponces de Carvalho, 1.º Conde de Vilar Seco.
Matriculou-se a 3 de Outubro de 1891 em Matemática como voluntário e em Filosofia na Faculdade de Ciências e a 13 de Outubro de 1894 em Medicina na Faculdade de Medicina da Universidade de Coimbra.
Médico da Armada, ascendeu a Médico de 1.ª Classe em 1904, exercendo funções no Hospital Real da Marinha, depois Hospital da Marinha.
A 28 de Abril de 1918 foi eleito Deputado pelo Círculo Eleitoral 43 Funchal da Ilha da Madeira à III Legislatura 1918-1919 até 7 de Maio de 1919.
Casou no Funchal, Santa Luzia, a 6 de Outubro de 1910, com Joana Jardim de Oliveira (Funchal, Santa Maria Maior, 3 de Novembro de 1886, bap. 15 de Abril de 1888 - Lisboa, São Mamede, 4 de Dezembro de 1980), filha de António Jardim de Oliveira Jr. e de sua mulher e prima Cândida Drummond de Oliveira.